# Lasioglossum sturti
Lasioglossum sturti là một loài Hymenoptera trong họ Halictidae. Loài này được Cockerell mô tả khoa học năm 1906.

## Hình ảnh

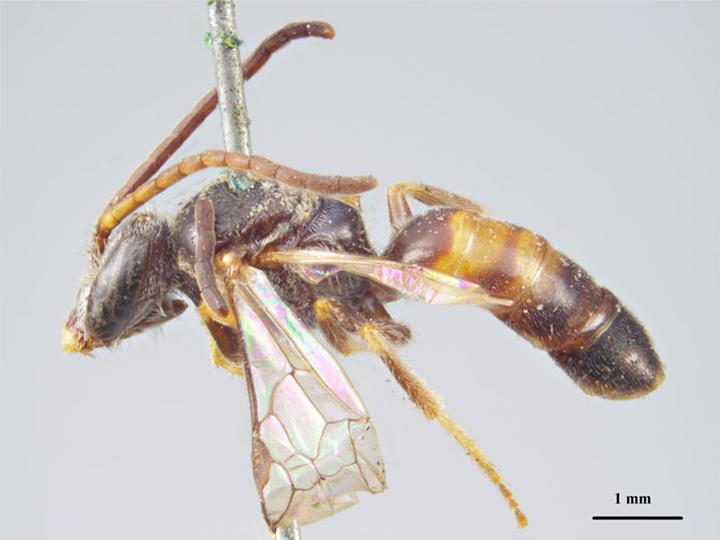